# Шелбі (округ, Кентуккі)
Шаблон:StateAbbr_ 38°13′ пн. ш. 85°11′ зх. д. / 38.22° пн. ш. 85.19° зх. д.
Округ  Шелбі (англ. Shelby County) — округ (графство) у штаті  Кентуккі, США. Ідентифікатор округу 21211.

## Історія
Округ утворений 1792 року.

## Демографія
За даними перепису 
2000 року 
загальне населення округу становило 33337 осіб, зокрема міського населення було 13448, а сільського — 19889.
Серед мешканців округу чоловіків було 16232, а жінок — 17105. В окрузі було 12104 домогосподарства, 9121 родин, які мешкали в 12857 будинках.
Середній розмір родини становив 3.
Віковий розподіл населення поданий у таблиці:
| Стать    | До 15 років | 15-21 | 22-29 | 30-39 | 40-49 | 50-65 | 65-85 | Понад 85 |
| -------- | ----------- | ----- | ----- | ----- | ----- | ----- | ----- | -------- |
| Чоловіки | 3527        | 1716  | 1690  | 2567  | 2531  | 2711  | 1364  | 126      |
| Жінки    | 3348        | 1534  | 1740  | 2894  | 2716  | 2773  | 1793  | 307      |

## Суміжні округи
- Генрі — північ
- Франклін — схід
- Андерсон — південний схід
- Спенсер — південний захід
- Джефферсон — захід
- Олдем — північний захід

## Виноски
1. ↑  U.S. Decennial Census. United States Census Bureau. Архів оригіналу за 19 липня 2018. Процитовано 20 серпня 2014.
2. ↑  Historical Census Browser. University of Virginia Library. Архів оригіналу за 16 серпня 2012. Процитовано 20 серпня 2014.
3. ↑  Population of Counties by Decennial Census: 1900 to 1990. United States Census Bureau. Архів оригіналу за 13 жовтня 2014. Процитовано 20 серпня 2014.
4. ↑  Census 2000 PHC-T-4. Ranking Tables for Counties: 1990 and 2000 (PDF). United States Census Bureau. Архів оригіналу (PDF) за 18 грудня 2014. Процитовано 20 серпня 2014.
5. ↑  State & County QuickFacts. United States Census Bureau. Архів оригіналу за 18 липня 2011. Процитовано 6 березня 2014. [Архівовано 2011-07-11 у Wayback Machine.](англ.) Наведено за англійською вікіпедією.
6. ↑  American FactFinder. Бюро перепису населення США. Архів оригіналу за 26 лютого 2012. Процитовано 31 січня 2008. [Архівовано 2008-05-21 у Wayback Machine.]

| США | Це незавершена стаття з географії США. Ви можете допомогти проєкту, виправивши або дописавши її. |